# 国会法
国会法（こっかいほう、昭和22年4月30日法律第79号）は、日本国憲法において国会の組織、権能、運営ならびに国会に属する裁判官弾劾裁判所、国立国会図書館、議院法制局に関する日本の法律である。明治憲法下の旧帝国議会については議院法があり、本法は旧議院法を廃して新たに制定された。
主務官庁は、衆議院事務局および参議院事務局である。

## 変遷
- 1946年（昭和21年）
  - 12月18日 - 衆議院議員大野伴睦ほか19名が「国会法案」を第91回帝国議会（衆議院）に提出
  - 12月20日 - 衆議院国会法案委員会で可決（全会一致）
  - 12月21日 - 衆議院本会議で可決（全会一致）、貴族院へ送付
  - 12月26日 - 貴族院国会法案特別委員会で審査未了、廃案
- 1947年（昭和22年）
  - 2月3日 - 大野他19名が「国会法案」を第92回帝国議会（衆議院）に提出（再提出）
  - 2月21日 - 衆議院本会議で委員会付託を省略して可決（全会一致）、貴族院へ送付
  - 3月18日 - 貴族院国会法案特別委員会及び同本会議で修正議決（ともに全会一致）、衆議院へ回付
  - 3月19日 - 衆議院本会議で貴族院回付案に同意（全会一致）、奏上
  - 4月30日 - 公布
  - 5月3日 - 施行 議院法の廃止

## 構成
- 第1章 国会の召集および開会式（第1条 - 第9条）
- 第2章 国会の会期および休会（第10条 - 第15条）
- 第3章 役員および経費（第16条 - 第32条）
- 第4章 議員（第33条 - 第39条）
- 第5章 委員会および委員（第40条 - 第54条）
- 第5章の2 参議院の調査会（第54条の2 - 第54条の4）
- 第6章 会議（第55条 - 第68条）
- 第6章の2 日本国憲法の改正の発議（第68条の2 - 第68条の6）
- 第7章 国務大臣等の出席等（第69条 - 第73条）
- 第8章 質問（第74条 - 第76条）
- 第9章 請願（第79条 - 第82条）
- 第10章 両議院関係（第83条 - 第98条）
- 第11章 参議院の緊急集会（第99条 - 第102条の5）
- 第11章の2 憲法審査会（第102条の6 - 第102条の10）
- 第11章の3 国民投票広報協議会（第102条の11 - 第102条の12）
- 第11章の4 情報監視審査会（第102条の13 - 第102条の21）
- 第12章 議院と国民および官庁との関係（第103条 - 第106条）
- 第13章 辞職、退職、補欠および資格争訟（第107条 - 第113条）
- 第14章 紀律および警察（第114条 - 第120条）
- 第15章 懲罰（第121条 - 第124条）
- 第15章の2 政治倫理（第124条の2 - 第124条の4）
- 第16章 弾劾裁判所（第125条 - 第129条）
- 第17章 国立国会図書館、法制局、議員秘書及び議員会館（第130条 - 第132条の2）
- 第18章 補則（第133条）
- 附則